# الإيزيت
المدرسة العليا للمترجميين الشفويين والتحريريين أو(ESIT) هي منشأة تعليمية عليا، تابعة لجامعة السربون الجديدة – باريس3، تأسست عام 1957م. تمنح
المدرسة العليا الحاصلين على شهادة البكالوريوس، شهادة الماجستير المهني في 3 مجالات هي: «الترجمة الشفوية للمؤتمرات» و«الترجمة التحريرية، اقتصاد وتقنية» و«الترجمة الشفوية للغة الإشارة الفرنسية» . كما انها تمنح بالإضافة إلى ما سبق، شهادة الماجستير البحثي والدكتوراة في علم الترجمة.

## وصف عام
يرتكز التعليم في الإيزيت l'ESIT)) على منهج تربوي أصيل يدعى «النظرية التأويلية للترجمة»
وتعتبر المدرسة العليا جزء من (الاتحاد الدولي للمترجمين)، و(المؤتمر الدولي الدائم للمعاهد الجامعية للمترجمين الشفويين والتحريريين ). كما تعتبر جزء من برامج (الماجستير الأوروبي في ترجمة المؤتمرات) و(الماجستير الاوربي في الترجمة التحريرية). في شهر مارس-آذار2010م وقعت منظمة الأمم المتحدة اتفاق تعاون مع الإيزيت وسبعة عشر مدرسة أخرى في العالم، بهدف تعزيز العمل بلغات الأمم المتحدة.

## تاريخ

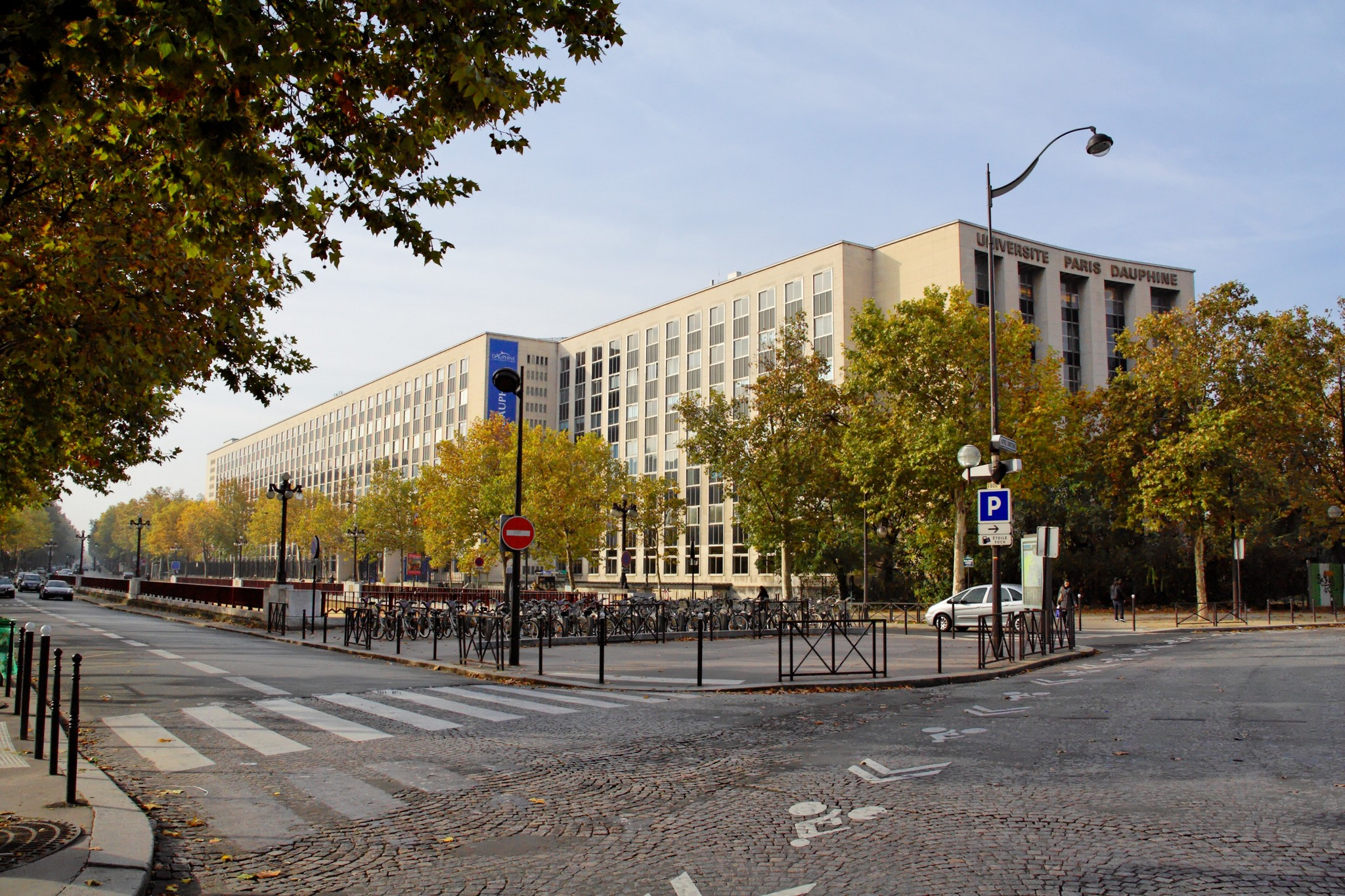
تقع الإيزيت في مركز دوفين الجامعي، باريس المنطقة16

سبق المدرسة العليا للترجمة « معهد الدراسات العليا للترجمة الشفوية» والذي تأسس في جامعة السربون عام 1951م على يد مجتمع أصدقاء الجامعة، تحت إدارة البروفسور جورج ماتوغي Georges Matoré ، وكان المعهد يعمل بشكل مستقل حين ذاك. وفي عام 1957م، أصبح المعهد تابعاً لجامعة باريس رسمياَ، تحت رئاسة مدير الجامعة جان ساراي Jean Sarrailh ونائبه الأمين العام للجامعة، بيير بارتولي Pierre Bartoli. وكُلفت دانيكا سليسكوفيتش Danica Seleskovitch بالتدريس، وإعادة تشكيل نظام التعليم في المعهد بشكل مفصل. كما أُطلق عليه اسم «المدرسة العليا للمترجمين الشفويين والتحريريين».

## الرؤساء
| Maurice Gravier        | موريس جرافير       | (1957-1982) |
| Danica Seleskovitch    | دانيكا سيليسكوفيتش | (1982-1990) |
| Marianne Lederer       | ماريان لوديرير     | (1990-1999) |
| Fortunato Israël       | فورتناتو إسرائيل   | (1999-2007) |
| Catherine Teule-Martin | كاترين تول-مارتين  | (2007-2010) |
| Clare Donovan          | كلار دونوفان       | (2010-2011) |
| Tatiana Bodrova        | تاتيانا بودرافا    | (2015-2011) |
| Fayza El Qasem         | فايزة القاسم       | (2015-?)    |

## وصلات خارجية
- الموقع الرسمي للإيزيت